# Тилектес
Тилектес (каз. Тілектес) — село в Казыгуртском районе Туркестанской области Казахстана. Входит в состав Жанабазарского сельского округа. Находится примерно в 34 км к северо-востоку от районного центра, села Казыгурт. Код КАТО — 514035800.

## Население
В 1999 году население села составляло 674 человека (328 мужчин и 346 женщин). По данным переписи 2009 года, в селе проживало 705 человек (359 мужчин и 346 женщин).